# Kopparbolskärret
Kopparbolskärret är en sjö i Nyköpings kommun i Södermanland och ingår i Kilaåns huvudavrinningsområde. Sjön har en area på 0,142 kvadratkilometer och ligger 51,1 meter över havet.

## Delavrinningsområde
Kopparbolskärret ingår i det delavrinningsområde (651576-153341) som SMHI kallar för Mynnar i Virlången. Medelhöjden är 84 meter över havet och ytan är 13,33 kvadratkilometer. Räknas de 3 avrinningsområdena uppströms in blir den ackumulerade arean 16,69 kvadratkilometer. Vattendraget som avvattnar avrinningsområdet har biflödesordning 2, vilket innebär att vattnet flödar genom totalt 2 vattendrag innan det når havet efter 44 kilometer. Avrinningsområdet består mestadels av skog (87 procent). Avrinningsområdet har 0,41 kvadratkilometer vattenytor vilket ger det en sjöprocent på 3,1 procent.